# Ulica Idzikowskich w Kijowie
Ulica Idzikowskich – ulica w rejonie sołomiańskim w Kijowie. Biegnie od Placu Sewastopolskiego do ulicy Wołyńskiej. Łączy Prospekt Powitrofłocki, ul. Wołodymyra Sikewycza i ul. Doniecką.

## Historia
Ulica pojawiła się na początku XX wieku pod nazwą Centralna — była to jedna z pierwszych ulic w osadzie Czokoliwka; położona w centrum osady. Na niemieckiej mapie z 1918 r. jest oznaczona jako Mikołajowska. Od 1963 roku nosiła nazwę ulica Mychajła Myszyna, na cześć działacza partii sowieckiej, sekretarza kijowskiego komitetu obwodowego KP(b)U, członka sztabu obrony Kijowa Mychajła Miszyna, który zginął w 1941 roku w obronie Kijowa.
Od 2016 roku nosi współczesną nazwę na cześć Leona Idzikowskiego, Hersilii i Władysława Idzikowskiego, rodziny polskich wydawców książek, właścicieli firmy wydawniczej „L. Idzikowskiego”.

## Instytucje
- Centrum Medyczne "Dobrobut" (budynek nr 3)
- Szkoła Muzyczna nr 33 (budynek nr 25)
- Akademik 4 Kijowskiego Narodowego Uniwersytetu Lingwistycznego (budynek nr 15/17)